# Jukava Hideki
Jukava Hideki (湯川秀樹, nyugaton Hideki Yukawa) (Tokió, 1907. január 23. – Kiotó, 1981. szeptember 8.) elméleti fizikus, az első japán Nobel-díjas. A nukleonok közötti erős kölcsönhatás első elméletének megalkotója.

## Korai évek
Tokióban született 1907. január 23-án. 1929-ben, a Kiotói Császári Egyetem elvégzése után négy évig ottmaradt mint előadó. A végzés után az elméleti fizika iránt érdeklődött, különös tekintettel az elemi részecskékre. 1932-ben elvette feleségül Szumikót, akitől két fia született, Harumi és Takaaki. 1933-ban az Oszakai Egyetem docense lett 26 éves korában.

## Erős kölcsönhatás
1935-ben publikálta mezonelméletét, ami a protonok és neutronok közötti kölcsönhatást magyarázta, és óriási hatással volt az elemi részecskék fizikájára. 1940-ben a Kiotói Egyetem professzora lett. 1940-ben elnyerte a Japán Akadémia Császári Díját, 1943-ban a japán kormány kulturális érdemrendjét. 1949-ben a Columbia Egyetem professzora lett. 1949-ben elnyerte a fizikai Nobel-díjat, miután Cecil Powell felfedezte a Jukava által megjósolt piont 1947-ben. Jukava megjósolta a K-befogást, aminek során egy alacsony energiájú elektron befogódhat az atommagba.

## Késői évek
1953-ban az Elméleti Fizika Jukava Intézete  első vezetője lett. Tudományos munkásságának elismeréséül a Párizsi Egyetem tiszteletbeli doktora, a Royal Society of Edinburgh, az Indiai Tudományos Akadémia, a Nemzetközi Filozófiai és Tudományos Akadémia és a Pontificia Academia Scientiarum tiszteletbeli tagja lett.
1946-tól kezdve a Progress of Theoretical Physics egyik szerkesztője volt. Sok cikket és előadásjegyzetet publikált. 1955-ben csatlakozott tíz másik tudóshoz és értelmiségihez aláírva a Russell–Einstein-manifesztumot, ami a nukleáris leszerelésre hívott fel.